# Puits du presbytère de Questembert
Le puits du presbytère est situé au bout de la rue du Chanoine Niol près d'un lavoir restauré et couvert, à proximité du vieux presbytère (propriété privée) du XVe siècle, sur la commune de  Questembert dans le Morbihan.

## Historique
Le puits du presbytère de Questembert fait l’objet d’une inscription au titre des monuments historiques depuis le 20 mars 1934.

## Architecture

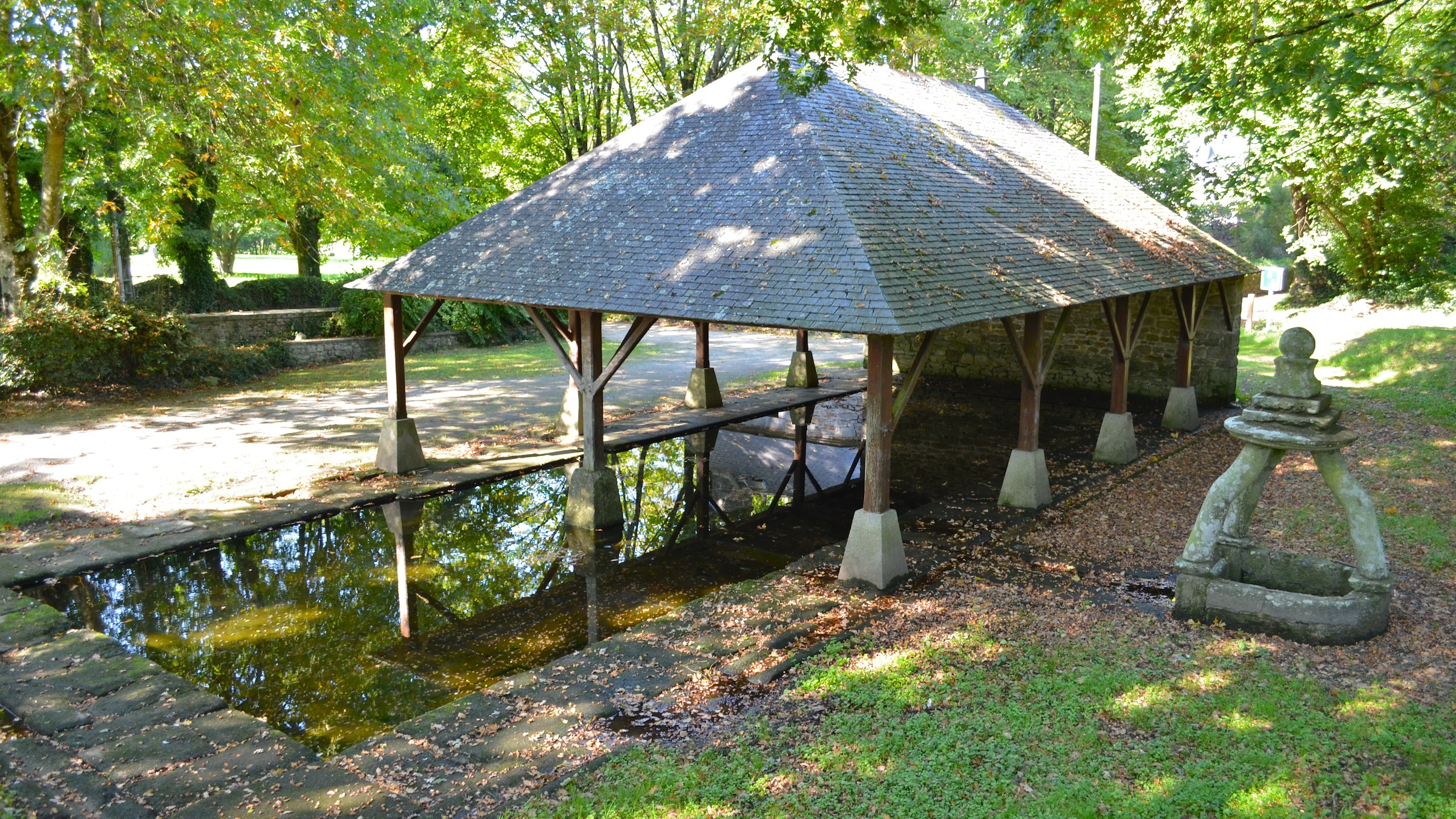
Le puits près du lavoir

Le puits est chapeauté par un empilement de pierres plates sous une boule. Cet empilement est soutenu par trois colonnes torses et coudées en granite.